# AG Vulcan Stettin
AG Vulcan Stettin byla německá loděnice působící ve Štětíně. Založena byla roku 1851. Během své existence několikrát změnila název. Od roku 1859 se věnovala i výrobě lokomotiv a od roku 1869 rovněž válečných lodí. Na přelomu 19. a 20. století představovala největší německou soukromou loděnici. Stavěla velké pasažerské lodě a válečné lodě od velkých bitevních, přes křižníky, torpédoborce až po ponorky. Roku 1910 byla rozšířena o druhou velkou loděnici v Hamburku. Ve 20. letech se stala součástí loďařského uskupení Deschimag. Roku 1928 byla štětínská loděnice uzavřena, přičemž hamburská loděnice a výroba lokomotiv byly prodány. Roku 1939 štětínská loděnice obnovila provoz po názvem Stettiner Maschinenbau AG. Po válce město získalo Polsko a původní německou loděnici nahradla polská loděnice Stocznia Szczecińska Nowa.

## Historie

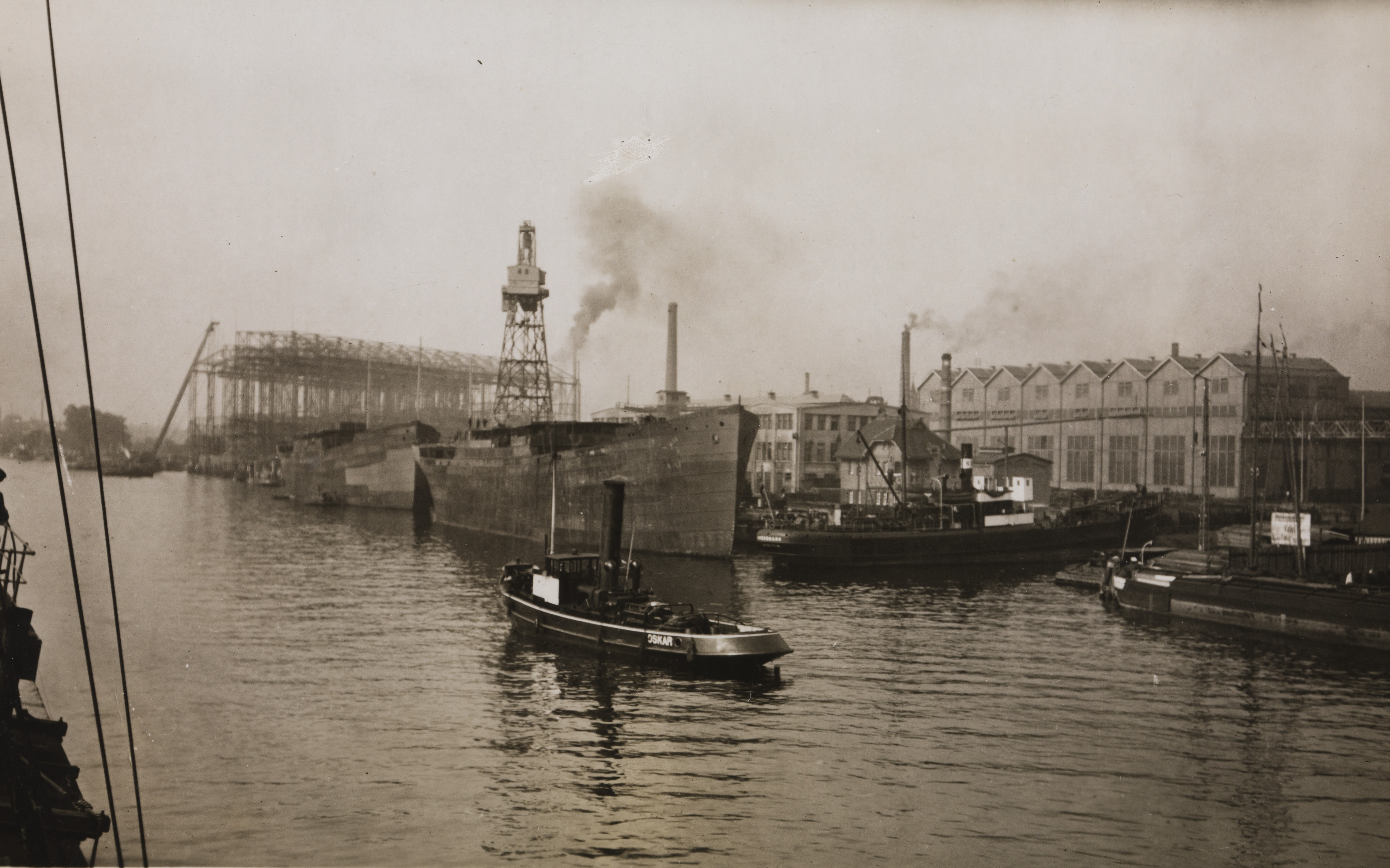
Loděnice Vulcan ve Štětíně

Společnost byla založena roku 1851 jako Schiffswerft und Maschinenfabrik Früchtenicht & Brock. Sídlila v obci Bredow, která se později stala součástí Štětína. Byla to první německá loděnice stavějící železná plavidla. Prvním postaveným plavidlem byl kolesový parník Die Dievenow. Roku 1857 měla společnost ekonomické potíže a byla převzata skupinou podnikatelů a politiků z Berlína a Štětína, kteří ji přejmenovali na Stettiner Maschinenbau AG Vulcan. Zároveň byla v Bredowě založena pobočka na výrobu lokomotiv. První kus byl dodán roku 1859. Od roku 1869 se loděnice věnovala i stavbě válečných lodí. Roku 1873 byla na vodu spuštěna pancéřová korveta Preussen a 1877 obrněnec Sachsen. V 80. letech 19. století byla loděnice rozšířena a původní tři skluzy pro plavidla doplnily čtyři větší. Loděnice se stala významným dodavatelem válečných lodí a řadu plavidel i exportovala. Roku 1897 loděnice dokončila tehdejší největší plavidlo, pasažérskou loď SS Kaiser Wilhelm der Grosse (14 349 BRT). Na přelomu století Vulcan představovala největší německou soukromou loděnici. Měla 7000 zaměstnanců. Roku 1902 loděnice spustila pasažérskou loď SS Kaiser Wilhelm II (19 360 BRT), největší jakou dokázala postavit.
Roku 1905 padlo rozhodnutí o rozšíření aktivit společnosti do Hamburku. V letech 1907–1909 tam byla vybudována nová velká loděnice, pobočka AG Vulcan Hamburg. Loděnice měla dva velké skluzy a dva plovoucí doky. Jejím prvním plavidlem se roku 1910 stal dreadnought Friedrich der Grosse. Ve stejném roce byly zahájeny práce na velké pasažérské lodi SS Imperator (52 116 BRT). Roku 1911 se název společnosti změnil na Vulcan-Werke Hamburg und Stettin AG a v letech 1913–1928 Vulkan-Werke Hamburg und Stettin AG. V období první světové války byla loděnice významným dodavatelem německých bitevních lodí, křižníků, torpédoborců i ponorek. Ponorek dodala celkem 69 kusů, většinou menších typů. V roce 1918 měla společnost 20 000 zaměstnanců. Roku 1927 se společnost stala součástí loďařského uskupení Deschimag. Roku 1928 loděnice zkrachovala. Štětínská loděnice byla zavřena, výrobu lokomotiv získala berlínská společnost Borsig a hamburskou loděnici roku 1930 koupila společnost Howaldtswerke.
Roku 1939 byla ve Štětíně založena nová společnost Stettiner Maschinenbau AG, která využívala stejný areál a zařízení jako původní loděnice. Společnosti byla například zadána stavba ponorek Typu VII, ale dokončeno jich bylo pouze několik kusů. Za války loděnice trpěla nálety a byla v ní využívána nucená práce. Po válce se Štětín stal součástí Polska, loděnici převzala polská vláda a nahradila ji polská loděnice Stocznia Szczecińska Nowa.

## Postavená plavidla

### Bitevní lodě
- Třída Bayern

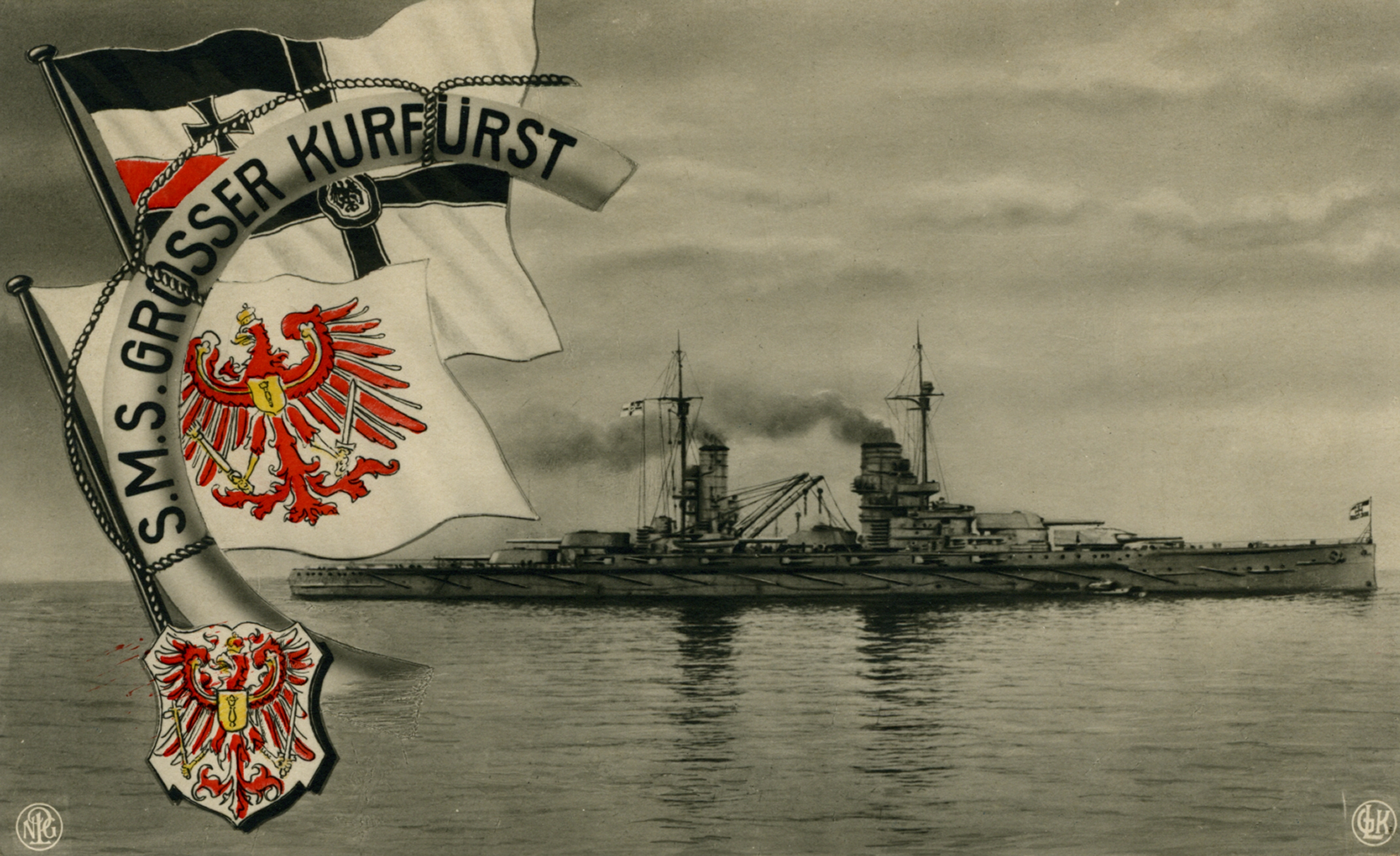
SMS Großer Kurfürst

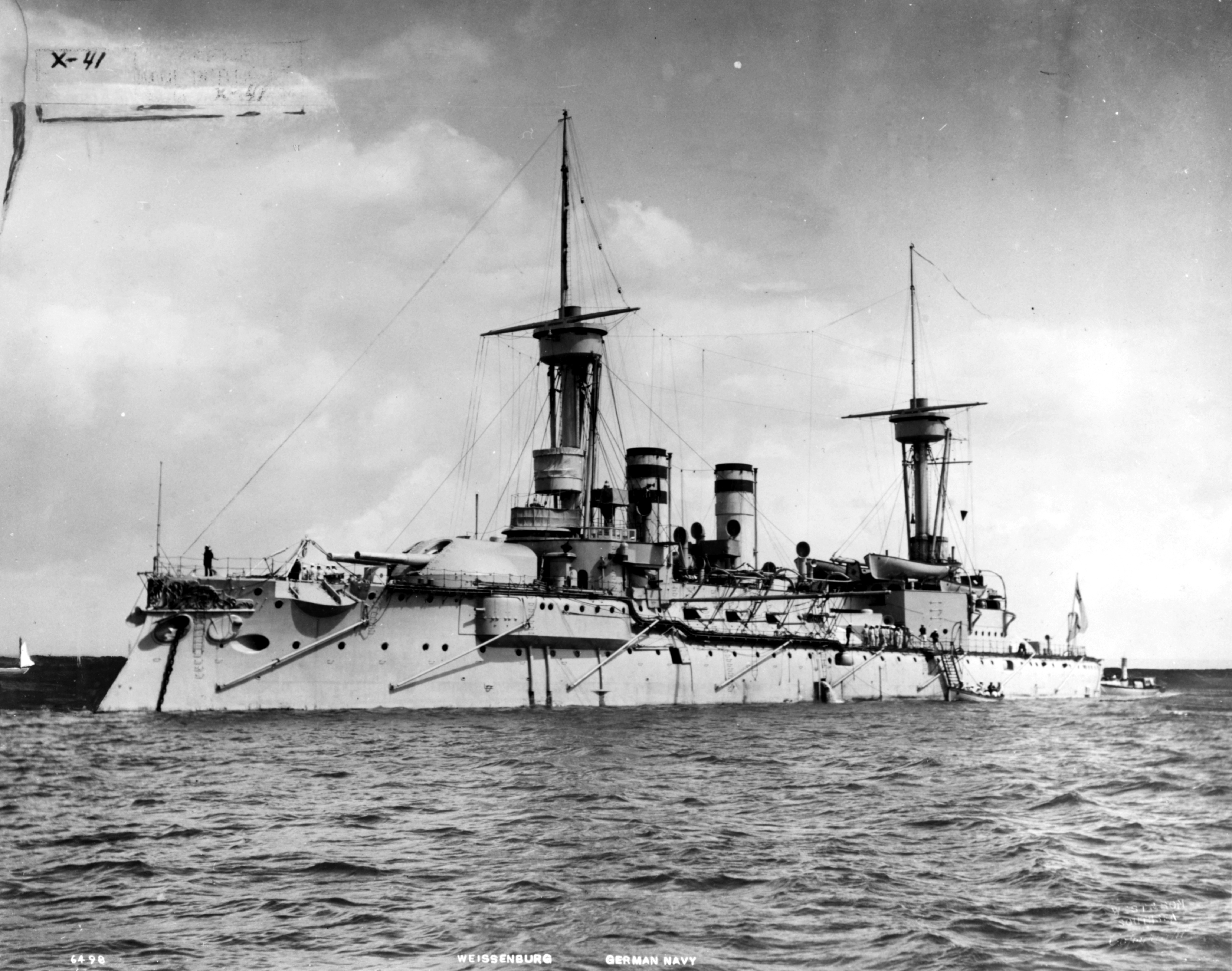
SMS Weissenburg

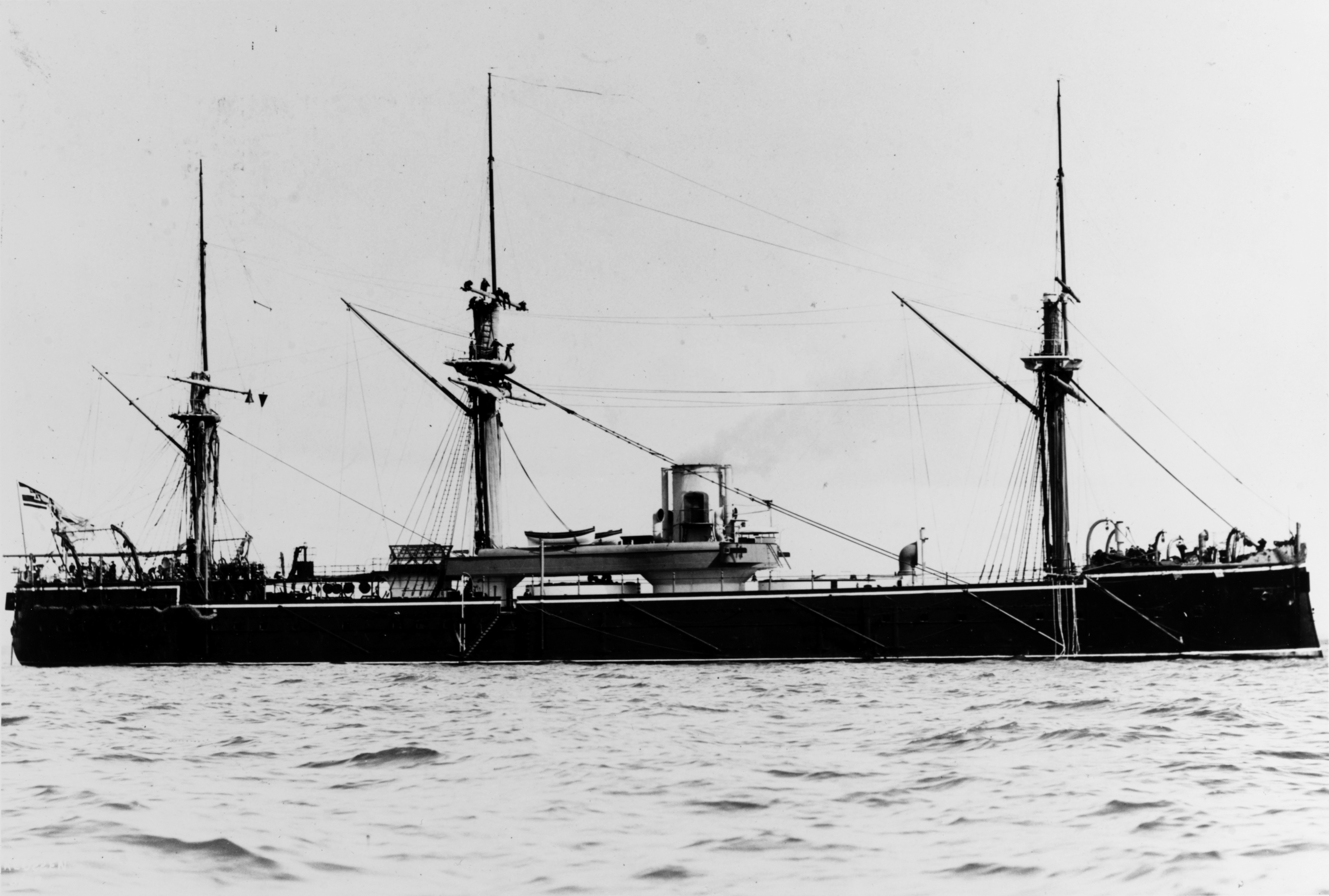
SMS Preussen

  - Württemberg – nedokončena, AG Vulcan Hamburg

- Třída König
  - Großer Kurfürst – AG Vulcan Hamburg

- Třída Kaiser
  - Friedrich der Grosse – AG Vulcan Hamburg

- Třída Nassau
  - Rheinland

- Třída Deutschland
  - Pommern

- Třída Braunschweig
  - Preußen

- Třída Wittelsbach
  - Mecklenburg

- Třída Brandenburg
  - Brandenburg
  - Weißenburg

- Salamis – řecké námořnictvo, AG Vulcan Hamburg

### Obrněné lodě
- Oldenburg – pobřežní obrněná loď

- Třída Sachsen
  - Sachsen
  - Württemberg

- Třída Preussen
  - Preussen

- Třída Ting-jüan – čchingské Severní loďstvo (北洋艦隊, Pej-jang ťien-tuej), věžová loď
  - Ting-jüan
  - Čen-jüan

### Bitevní křižníky
- Třída Ersatz Yorck
  - Ersatz Yorck – nedokončen, AG Vulcan Hamburg

### Křižníky
- Třída Cöln
  - Wiesbaden – nedokončen
  - Rostock – nedokončen

- Třída Brummer
  - Brummer
  - Bremse

- Třída Wiesbaden
  - Wiesbaden

- Třída Magdeburg
  - Breslau

- Třída Kolberg
  - Mainz

- Třída Königsberg
  - Stettin

- Třída Bremen
  - Hamburg
  - Lübeck

- Třída Victoria Louise
  - Hertha
  - Hansa

- Třída Irene
  - Irene

- Třída Bogatyr – ruské námořnictvo
  - Bogatyr

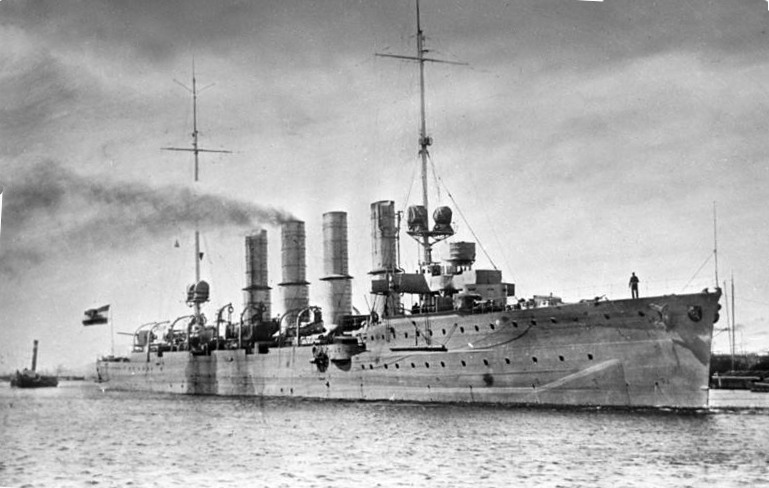
SMS Breslau

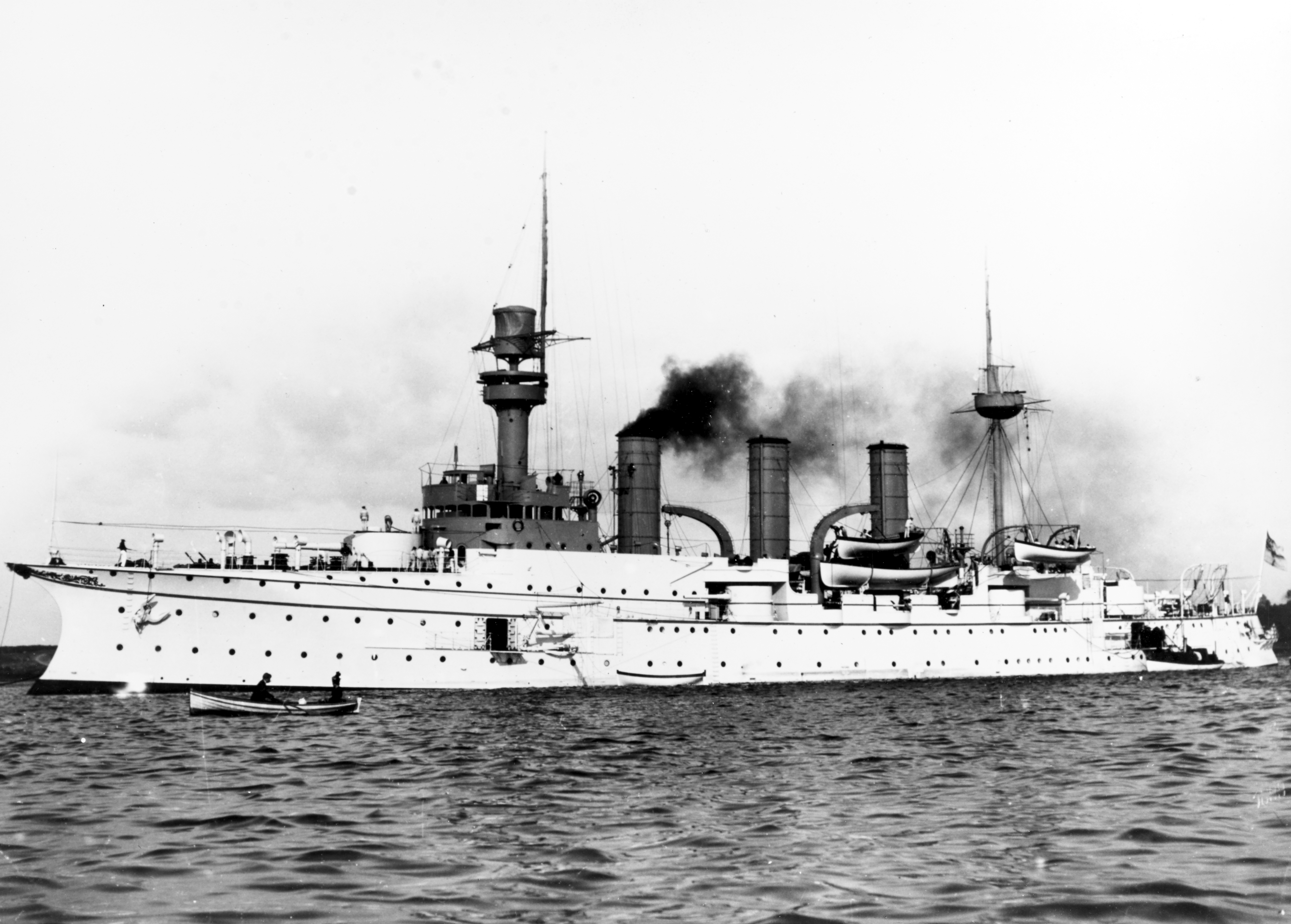
SMS Hansa

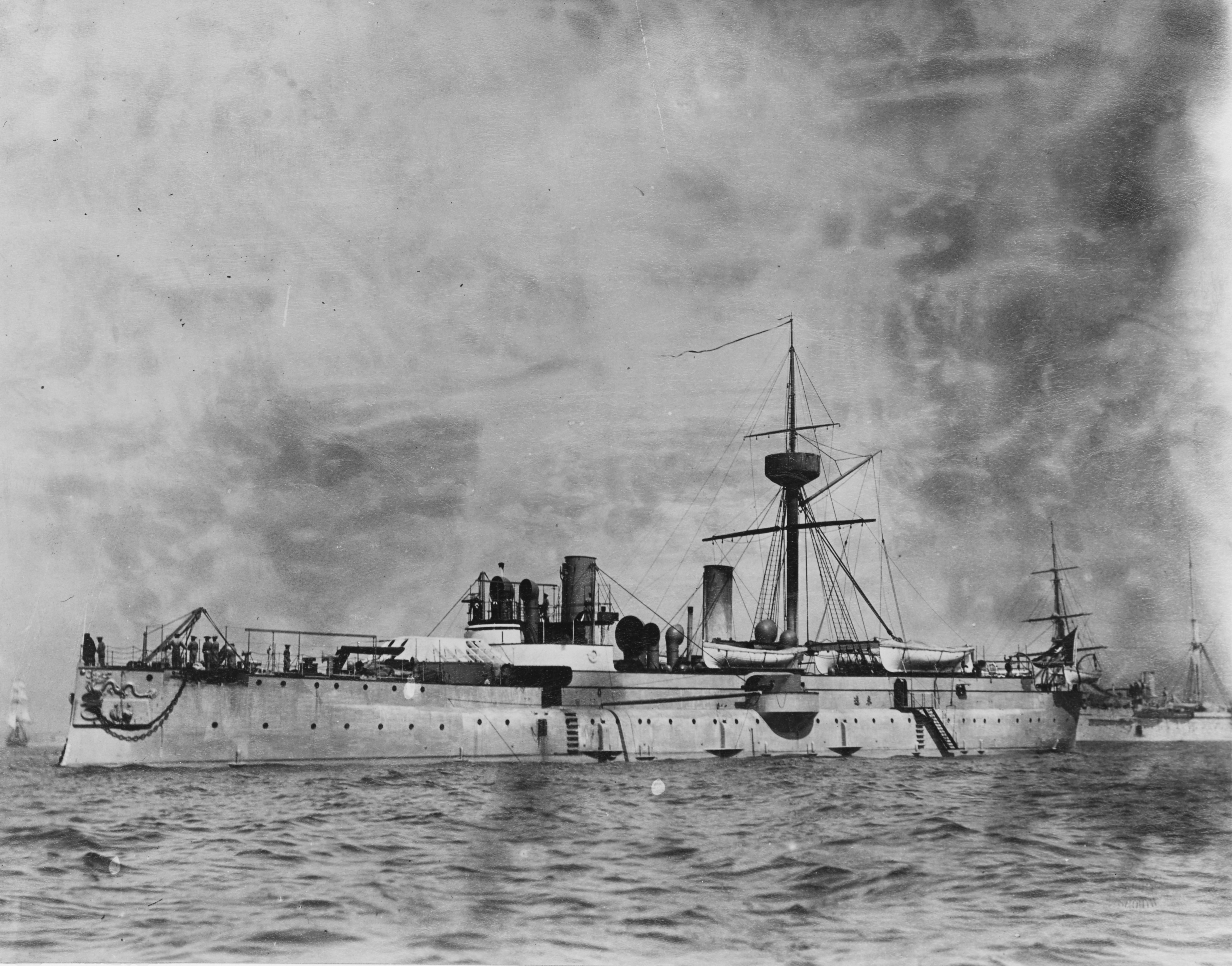
Laj-jüan

- Uruguay – uruguayské námořnictvo, křižník (dělový člun)
- Jakumo – japonské námořnictvo, pancéřový křižník
- Chaj-žung – čchingské Severní loďstvo, chráněný křižník
- Laj-jüan – čchingské Severní loďstvo, pancéřový křižník
- Ťing-jüan – čchingské Severní loďstvo, pancéřový křižník
- Ťi-jüan – čchingské Severní loďstvo, chráněný křižník

### Torpédoborce
- Třída V 170 (16 ks)
- Třída V 158 (8 ks)

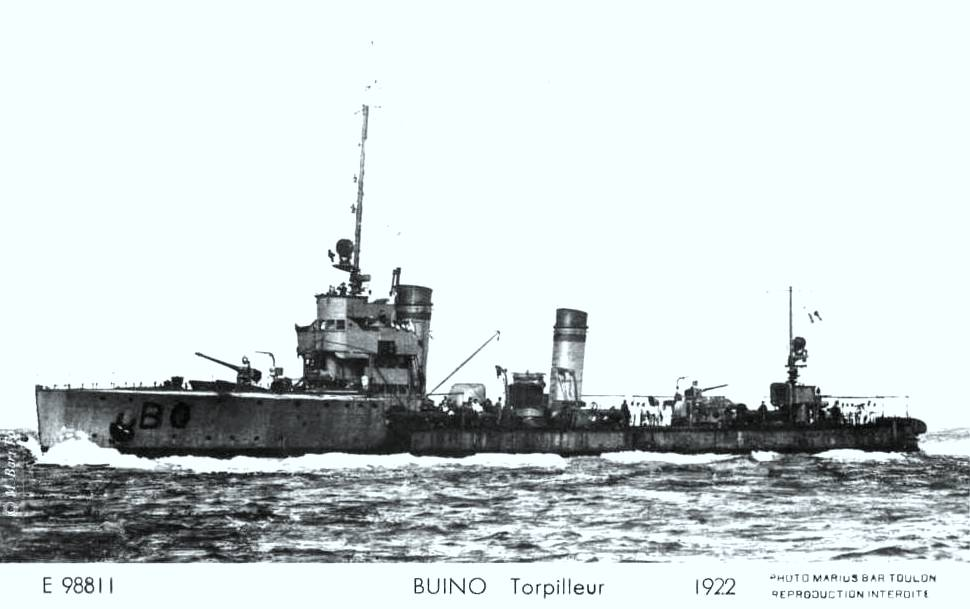
Francouzský torpédoborec Buino (ex V 130) třídy V 125

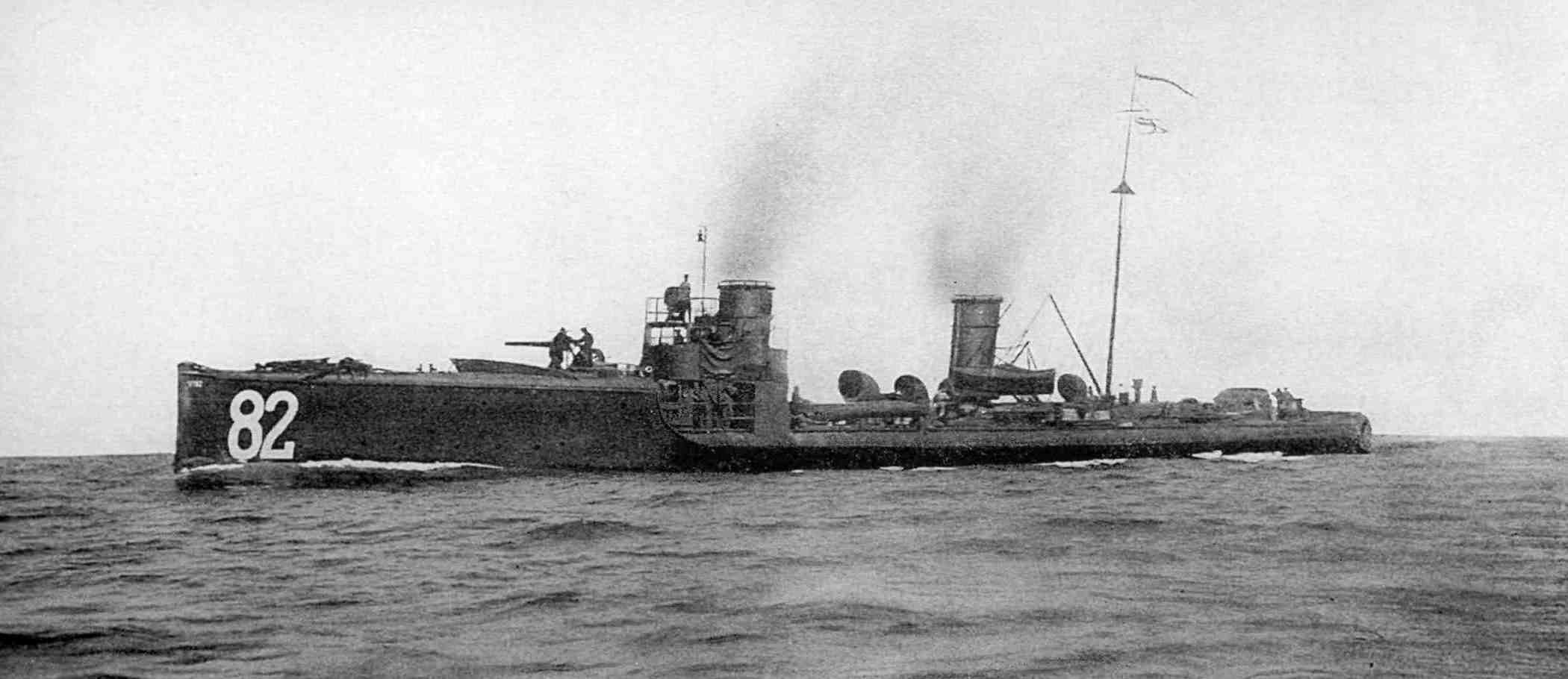
Torpédoborec SMS V 182 třídy V 180

- Třída V 125 (6 ks dokončeno, 5 nedokončeno)
- Třída V 116 (3 ks)
- Třída V 105 (4 ks)
- Třída V 99 (2 ks)
- Třída V 67 (18 ks)
- Třída V 43 (6 ks)
- Třída V 25 (6 ks)
- Třída V 1 (8 ks)
- Třída V 180 (6 ks)
- Třída V 162 (3 ks)
- V 161
- Třída V 150 (11 ks)

- Třída Niki (4 ks) – řecké námořnictvo

### Ponorky
- Typ VII (6 ks) – Stettiner Maschinenbau AG
- Třída U 117 (5 ks) – AG Vulcan Hamburg
- Třída U 71 (10 ks) – AG Vulcan Hamburg
- Třída UB III – AG Vulcan Hamburg
- Třída UC II – AG Vulcan Hamburg
- Třída UC I (10 ks) – AG Vulcan Hamburg

### Ostatní
- Třída Iltis
  - Eber – dělový člun

- SMY Hohenzollern III (1914) – císařská jachta, nedokončena

### Civilní plavidla

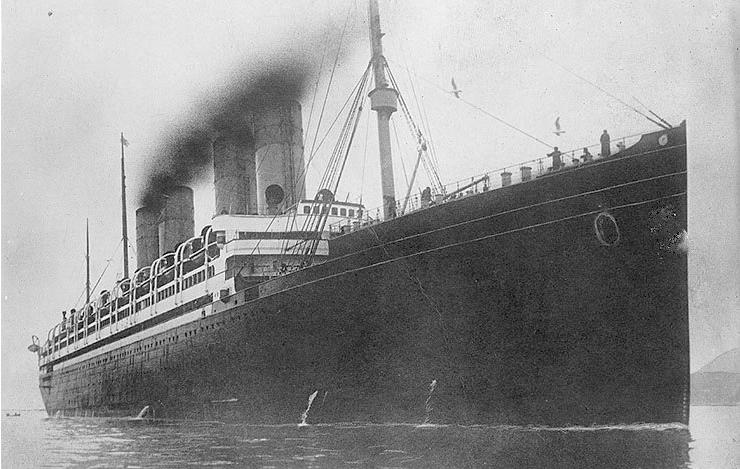
SS Kronprinzessin Cecilie

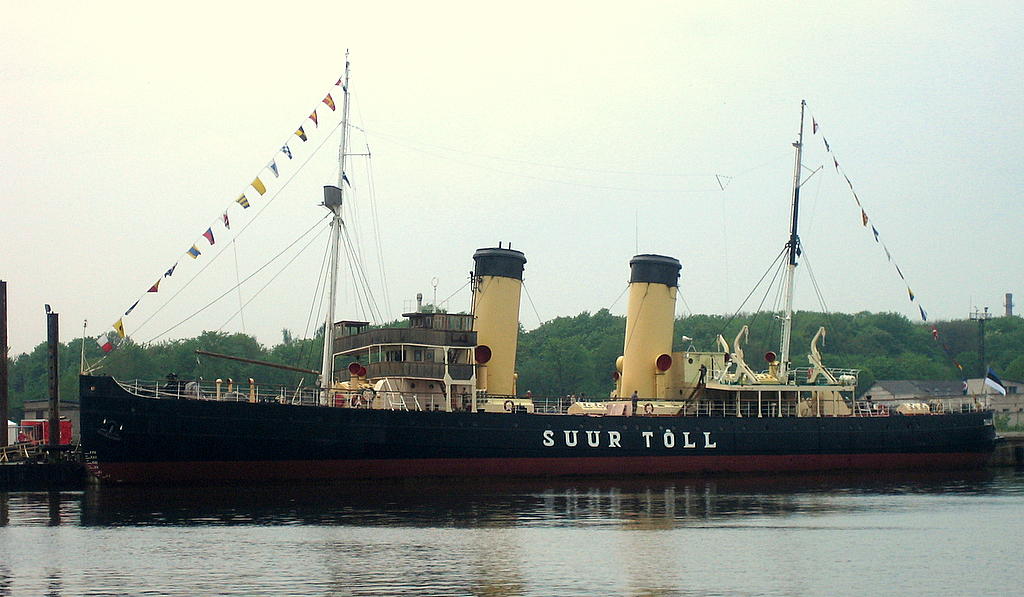
Suur Tõll

- SS Kaiser Wilhelm der Grosse (1897)
- SS Deutschland (1900)
- SS Kaiser Wilhelm II (1902)
- SS Kaiserin Auguste Victoria (1905)
- SS Kronprinzessin Cecilie (1906)
- SS König Wilhelm II (1907)
- SS George Washington (1908)
- SS Imperator (1912) – AG Vulcan Hamburg
- SMS Cap Trafalgar (1913) – AG Vulcan Hamburg
- Admiral von Tirpitz (1913)
- Suur Tõll (1913) – ledoborec, muzejní loď
- General von Steuben (1922)